# 350 Ornamenta
A 350 Ornamenta (ideiglenes jelöléssel 1892 U) a Naprendszer kisbolygóövében található aszteroida. Auguste Charlois fedezte fel 1892. december 14-én.